# 胡利奥·阿亨蒂诺·罗加总统大道

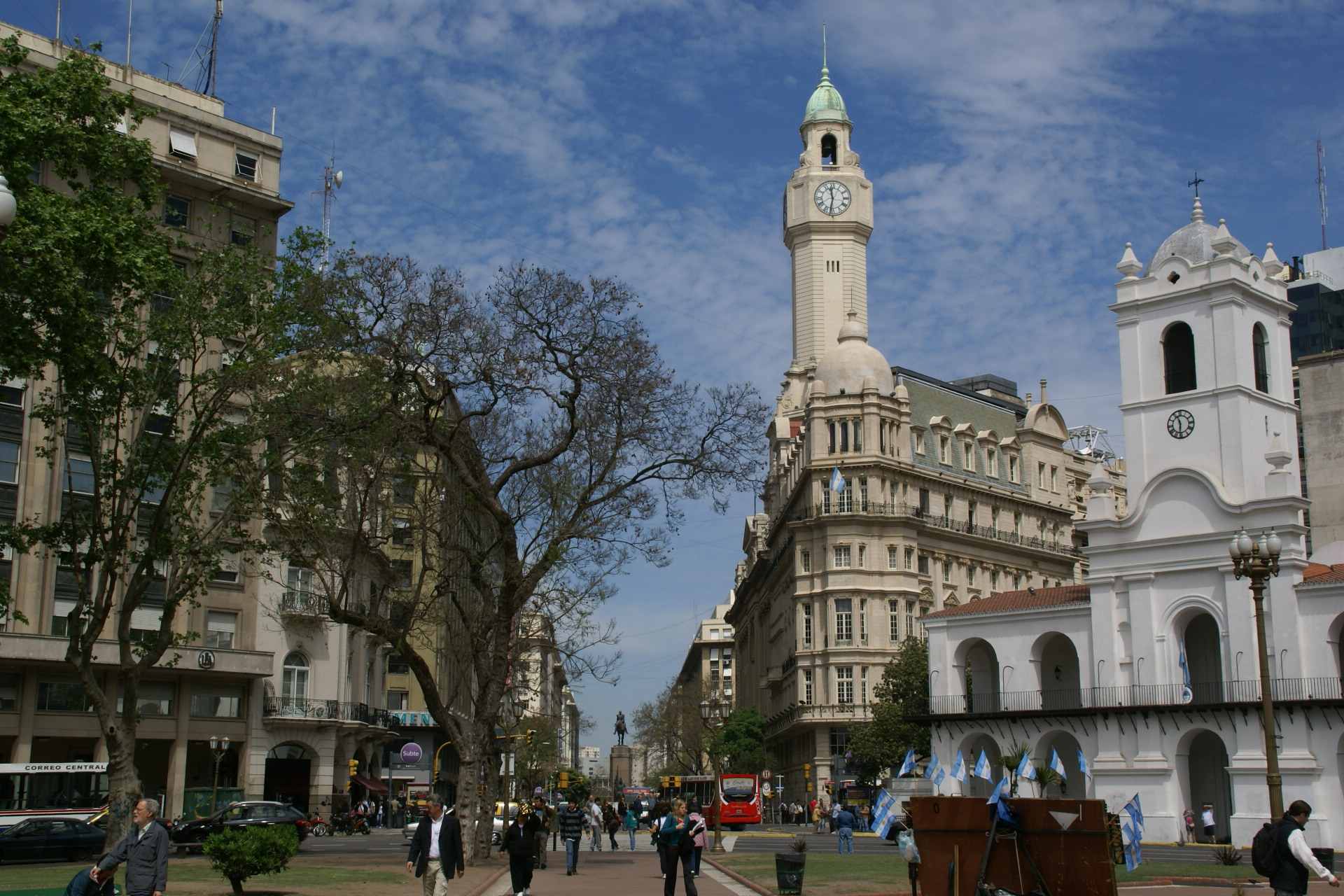

胡利奥·阿亨蒂诺·罗加总统大道（西班牙语：Avenida Presidente Julio Argentino Roca）俗称 南对角线（Diagonal Sur），与北对角线相对)，阿根廷布宜诺斯艾利斯蒙塞拉特区的一条重要大道。它的走向是东北/西南，对角切开市中心的棋盘街区。 它是以阿根廷总统胡利奥·阿亨蒂诺·罗加（1880年至1886年、1896年至1904年掌权）命名。
五月广场的西北角是大道的起点（即伊波利托·伊里戈延和玻利瓦尔街的拐角），就在市议会大厦的北面。在与秘鲁街的交界处，有胡利奥·阿亨蒂诺·罗加的骑马雕像。
这条大道全线下方有布宜诺斯艾利斯地铁E线经过，沿线设有两个车站：玻利瓦尔站（Bolívar）和贝尔格拉诺站（Belgrano）。

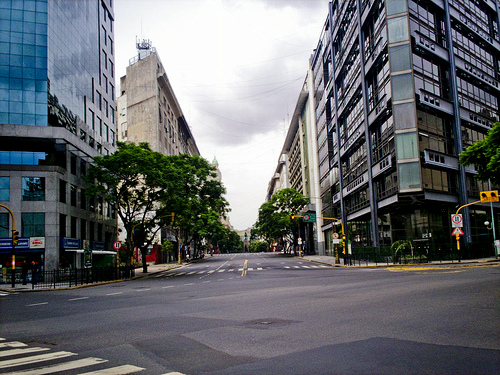
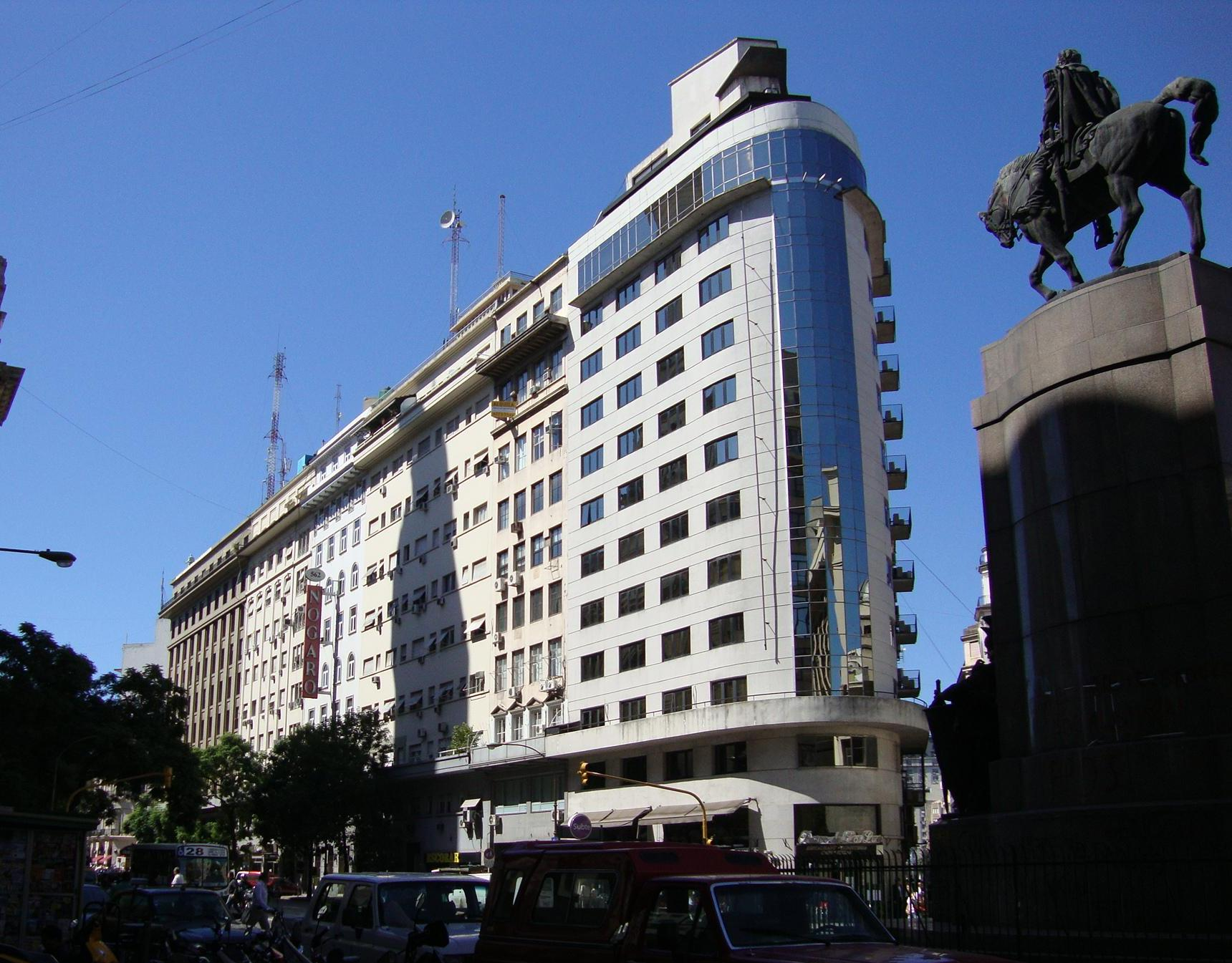
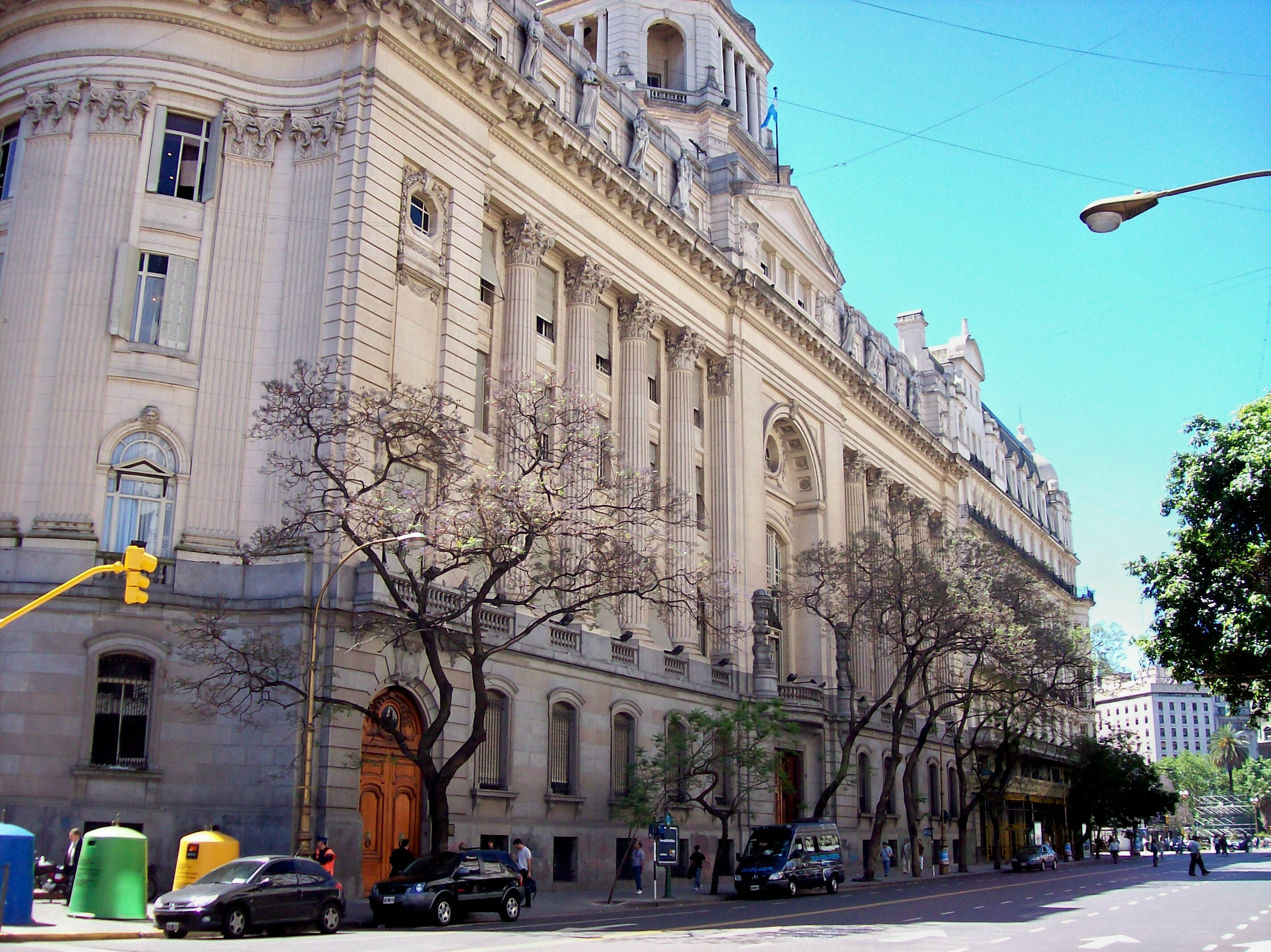
市议会大厦
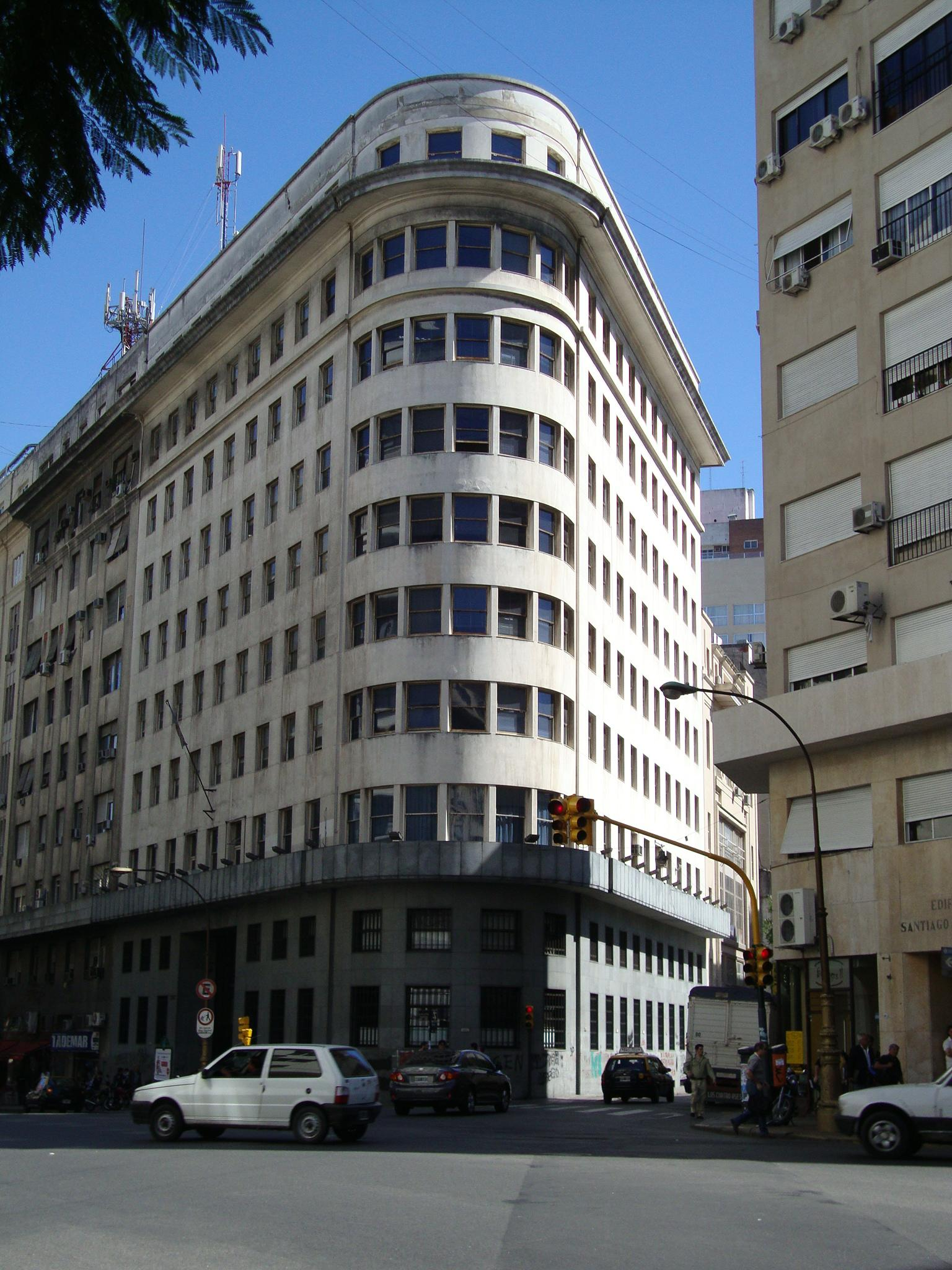
Superintendency of Insurance
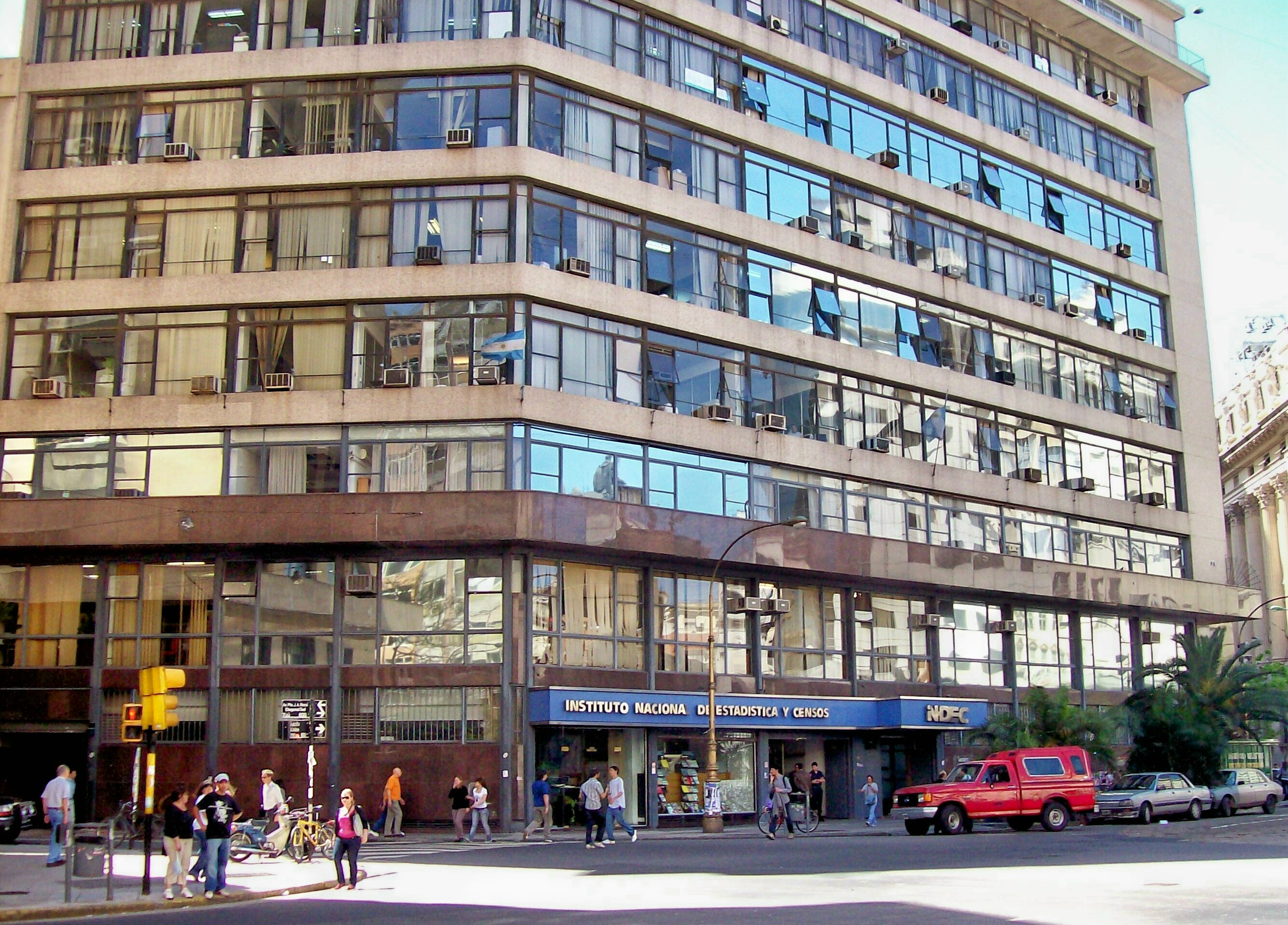
INDEC总部
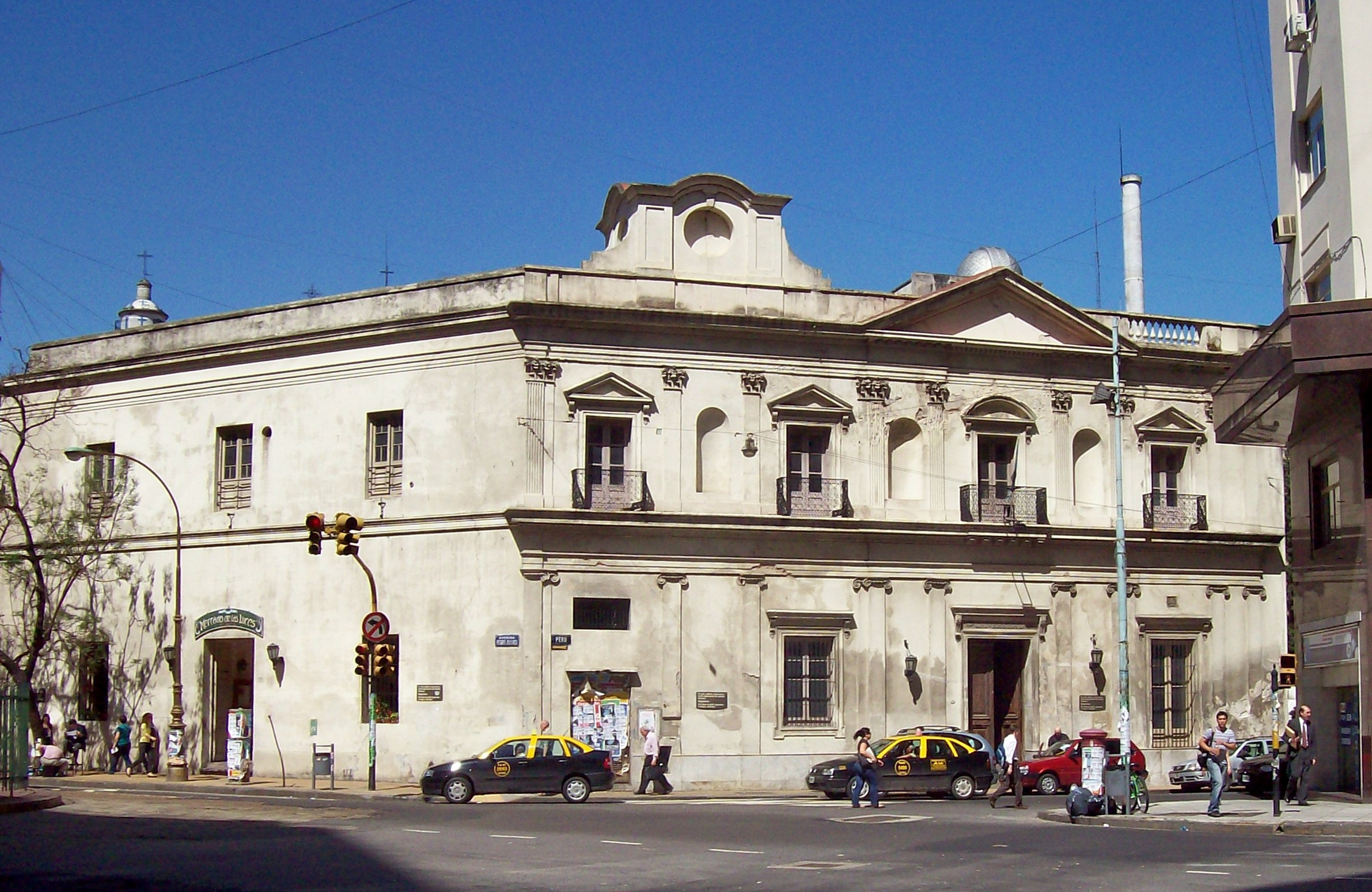
光明建筑群
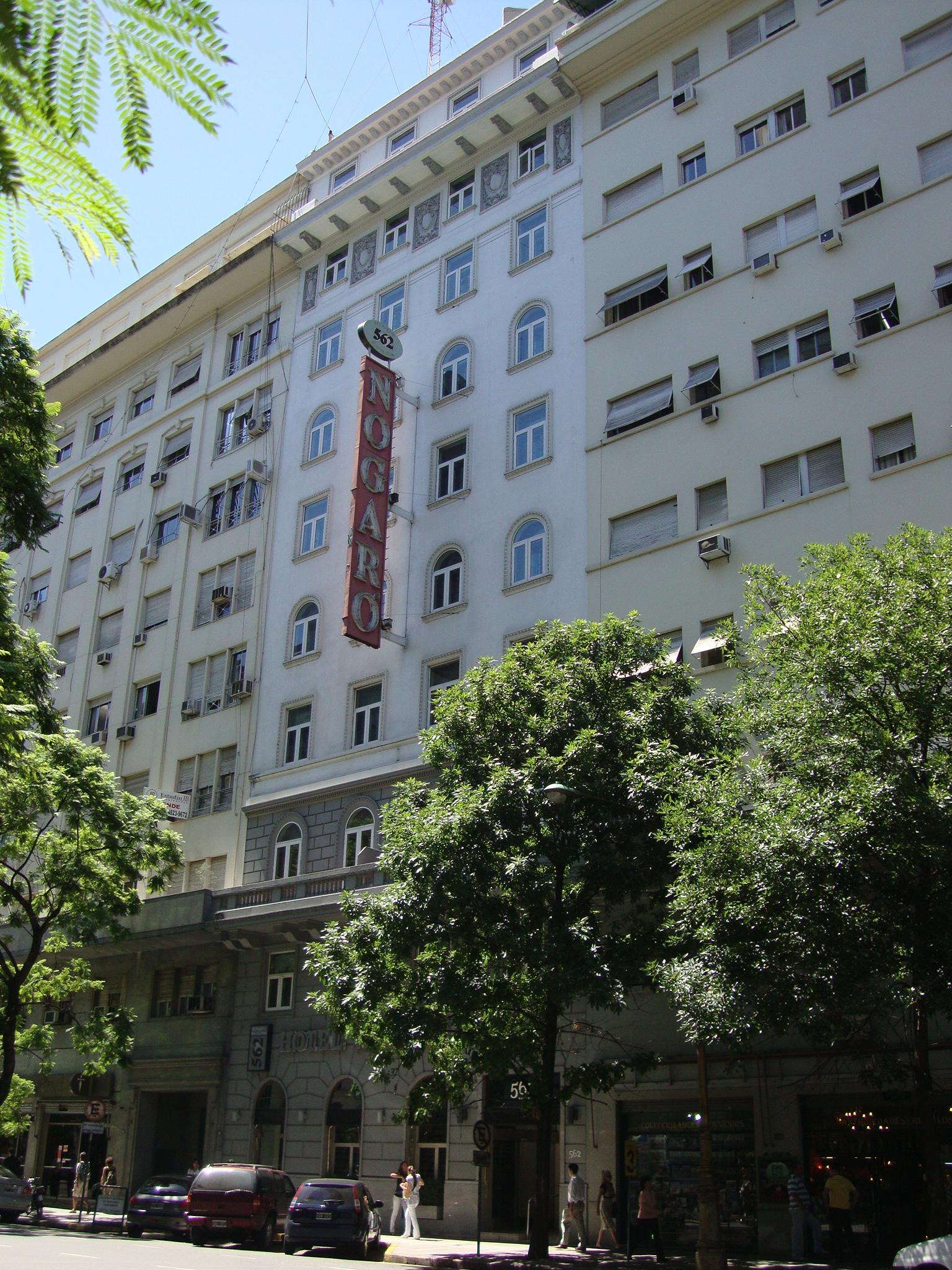
Hotel Nogaró
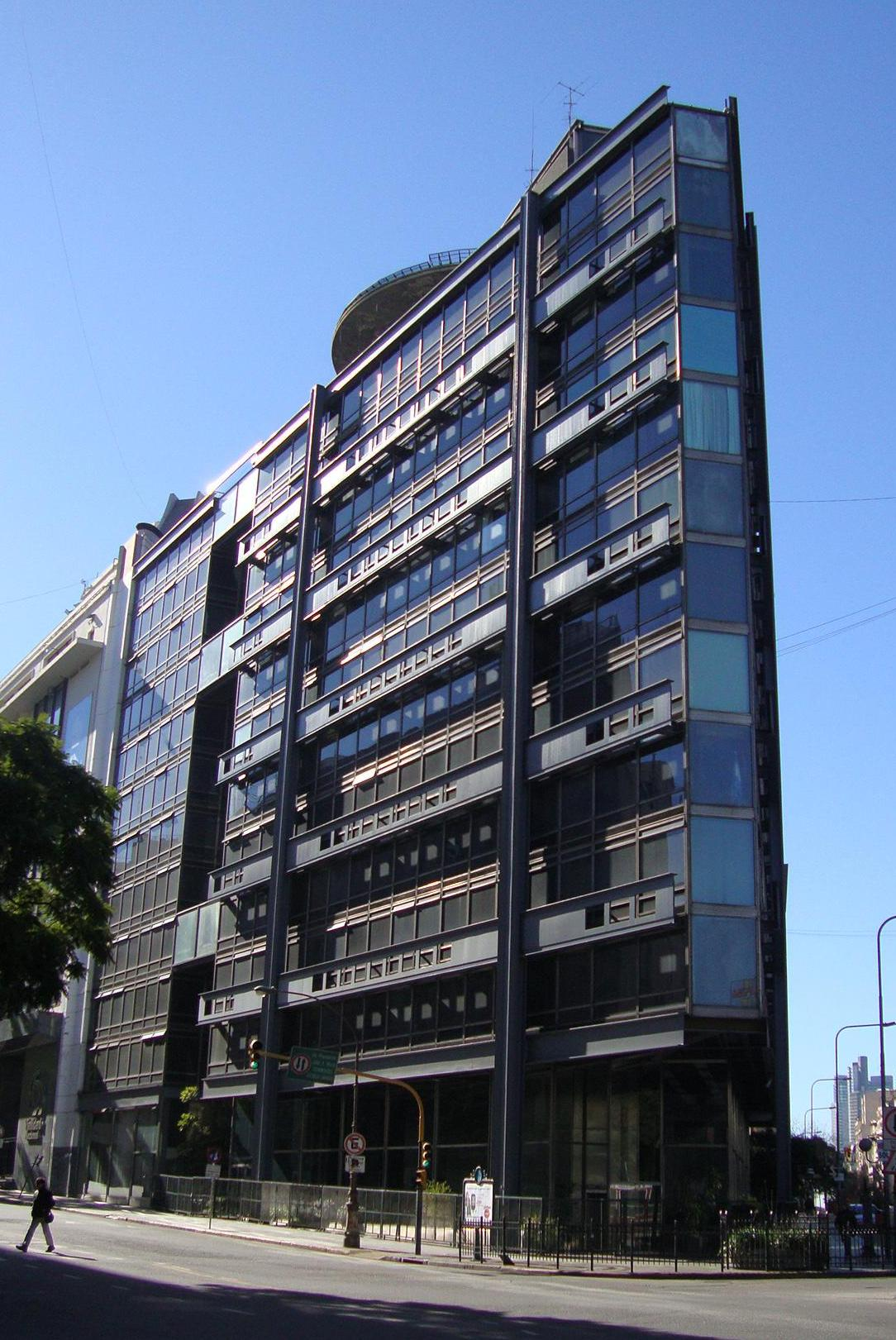
Somisa Building, seat of the Cabinet Chief's Office